# Koubri
Koubri ist sowohl eine Gemeinde (französisch commune rurale) als auch ein dasselbe Gebiet umfassendes Departement im westafrikanischen Staat Burkina Faso in der Region Centre und der Provinz Kadiogo. Die Gemeinde hat in 26 Dörfern 43.467 Einwohner.
In Koubri, südlich der Hauptstadt Ouagadougou gelegen, befindet sich seit 1963 ein Kloster des Benediktinerordens, welches dank seiner landwirtschaftlichen Erzeugnisse – insbesondere Milchprodukte – in Burkina Faso bekannt ist. Das Kloster spielte als eine der ersten Produktionsstätten von pasteurisierter Milch und von Joghurts in Burkina Faso eine wichtige Rolle in der lokalen Industrialisierung der Nahrungsmittelproduktion. Weitere milchverarbeitende Unternehmen ließen sich in den vergangenen Jahren in und um Koubri nieder.